# Hoya australis
Hoya australis là một loài thực vật có hoa trong họ La bố ma. Loài này được R.Br. ex Traill mô tả khoa học đầu tiên năm 1830.

## Hình ảnh

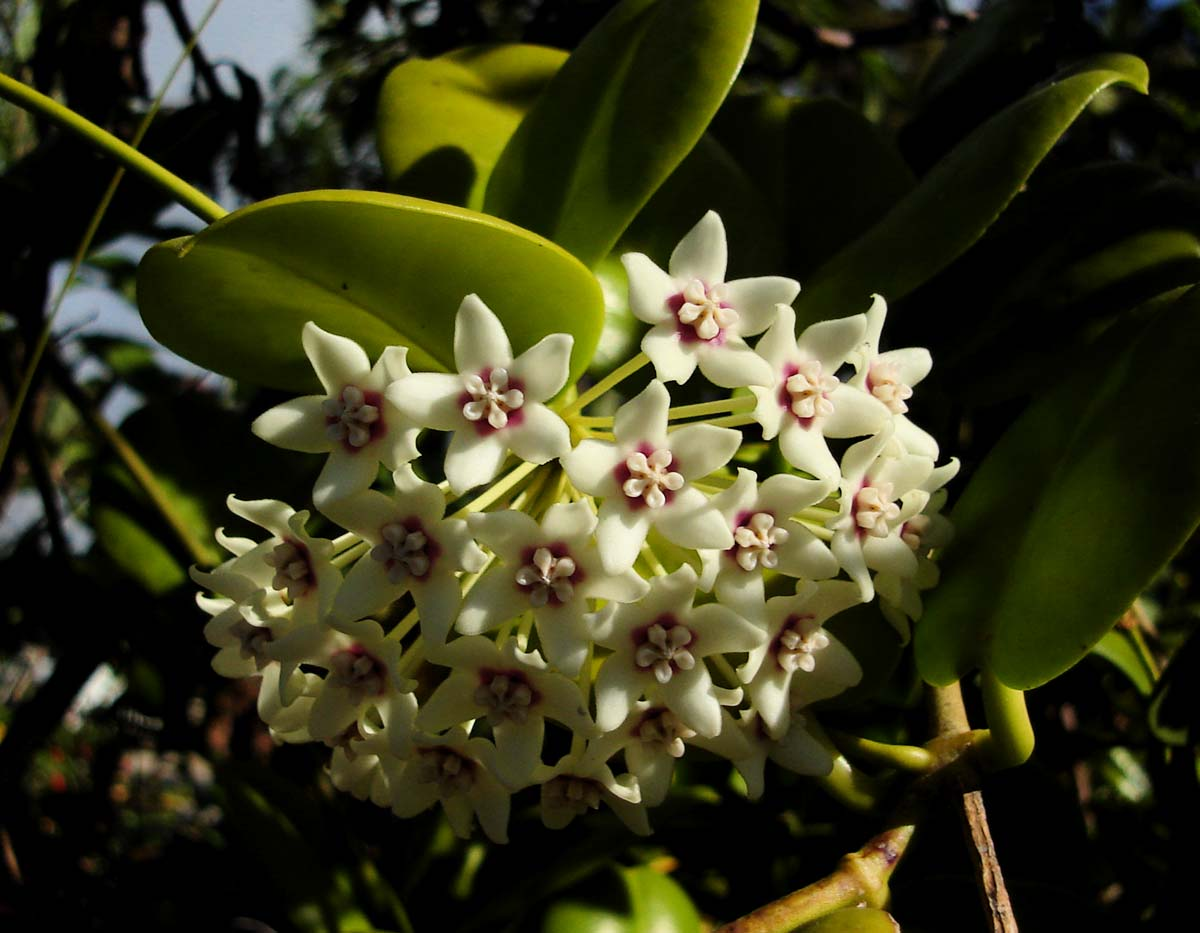
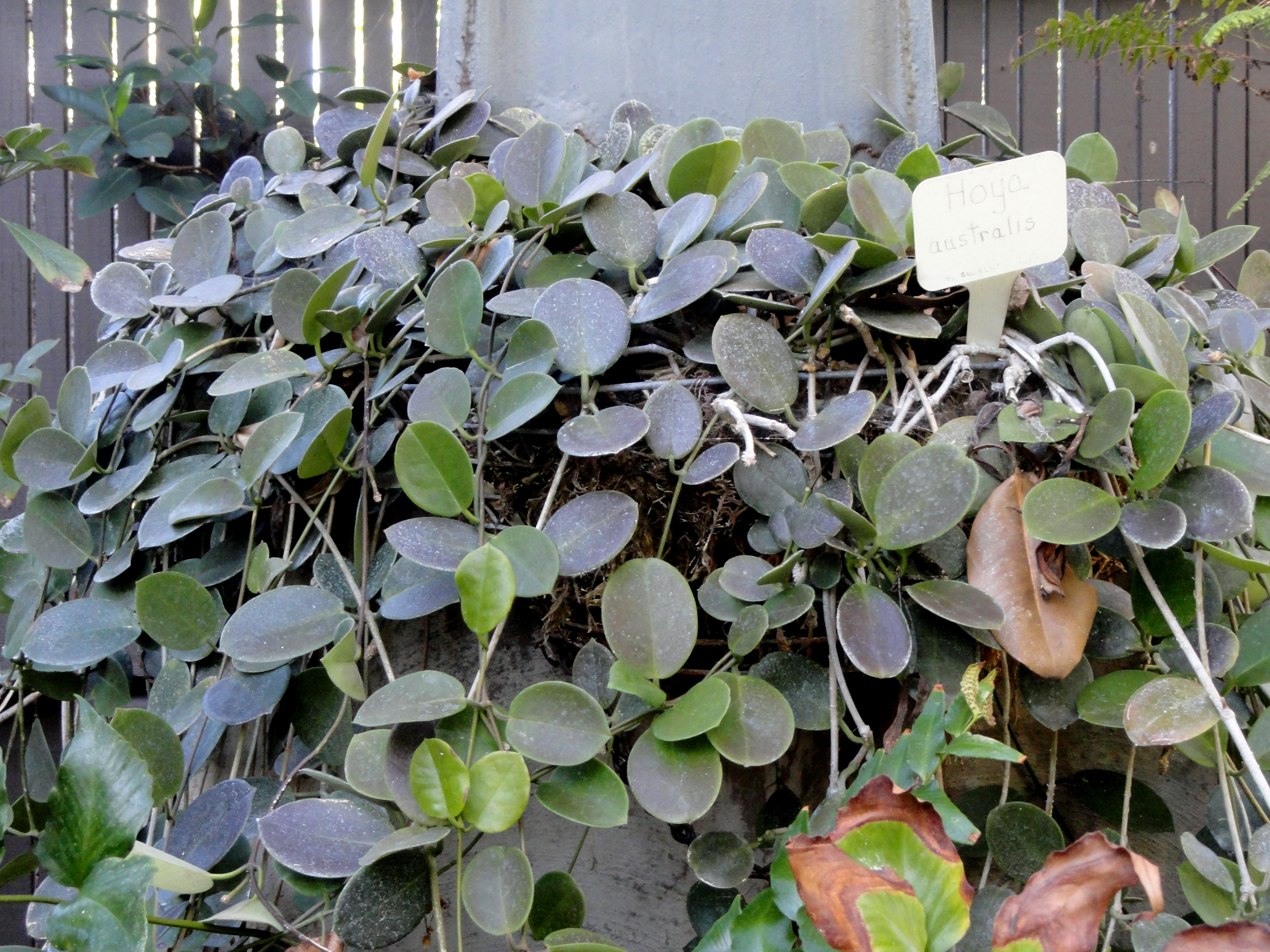
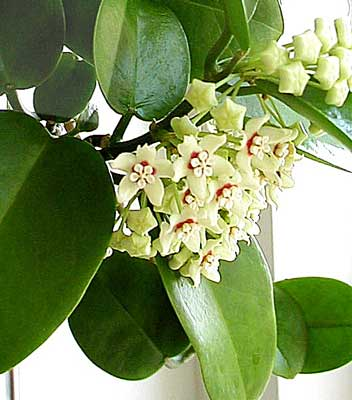
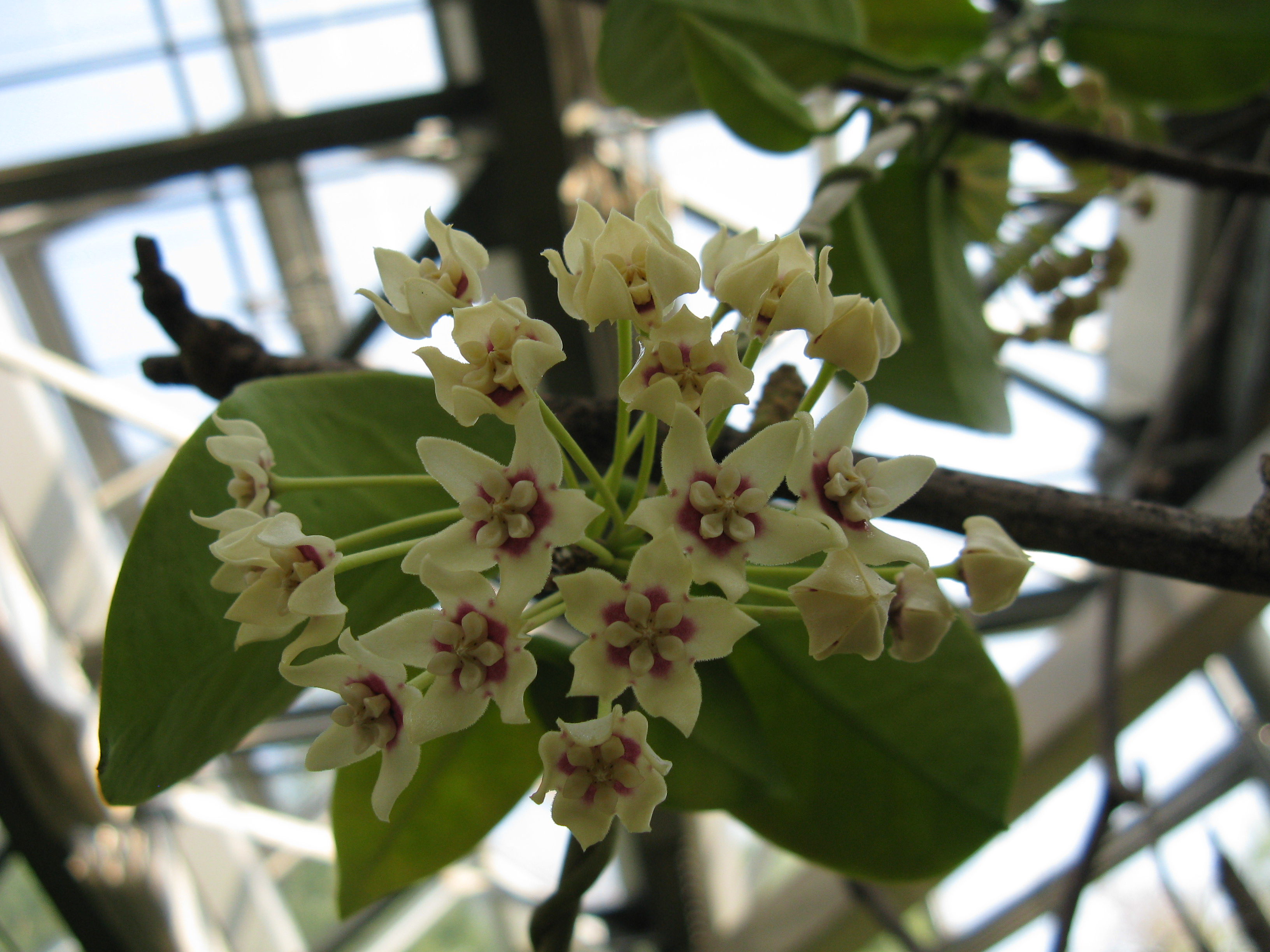